# Памятник Тарасу Шевченко (Новосибирск)
Памятник Тарасу Шевченко в Новосибирске был открыт 29 сентября 2015 года в Новосибирска на улице, носящей его имя.
Памятник представляет собой гранитный постамент высотой в два с половиной метра, на котором установлен бронзовый бюст украинского поэта и художника Тараса Шевченко, который левой рукой держит книгу, а ладонь его правой руки лежит на груди в области сердца. За памятником посадили отросток шевченковской вербы, которую поэт посадил, когда был в ссылке на полуострове Мангышлак в Казахстане.
Рядом с памятником Тарасу Шевченко на вертикальной гранитной плите приведена цитата на украинском языке: «Обнимемся же, братья мои. Молю вас, умоляю».

Председатель украинской национально-культурной автономии Новосибирска на церемонии открытия сообщил, что:
Памятник посвящен 200-летию со дня рождения Тараса Григорьевича Шевченко, которое праздновали 9 марта 2014 года. Значение Тараса Шевченко для любого украинца сродни Александру Пушкину для россиянина.
По статистике каждый третий житель Новосибирской области имеет украинские корни. Это носители украинской культуры и потребители этой культуры. Украинская и российская культуры очень близки. Это останется для наших детей, внуков и всех горожан
Министр культуры Новосибирской области на церемонии открытия произнес следующую речь:
Полагаю, что новосибирцы могут гордиться тем, что мы открываем этот памятник, что показываем пример, как нужно строить межнациональные и международные отношения. Это пример, как нужно любить свою страну и культуру. В том числе благодаря этому памятнику наши дети и внуки будут петь украинские песни и читать стихи Тараса Шевченко
Во время праздничного мероприятия было отмечено, что имя Тараса Шевченко давно связано с Новосибирском: в городе есть улица Шевченко и Шевченковский жилмассив, а во время Великой Отечественной войны эвакуированные из Киева экспонаты музея Шевченко хранились в оперном театре. Помимо этого, в художественном музее находится бюст Шевченко, сделанный с его посмертной маски, которая хранится в музее в Санкт-Петербурге.
Общая стоимость проекта — около 3 миллионов рублей. Памятник возводился на пожертвования при грантовой поддержке мэрии Новосибирска и правительства Новосибирской области. Всего в создании памятника приняли участие около 250 человек.